# Carlos María Fitz-James Stuart y Palafox, 16.º Duque de Alba
Carlos María Fitz-James Stuart y Palafox, 16.º Duque de Alba, 9.º Duque de Berwick GE (4 de dezembro de 1849 - 15 de outubro de 1901) foi um nobre e diplomata espanhol, que ocupou, entre outros, o Ducado de Alba, Berwick, Peñaranda.

## Biografia
Nasceu em Madrid, filho único de Jacobo Fitz-James Stuart, 15.º Duque de Alba . Sua mãe Maria Francesca era filha de Cipriano de Palafox y Portocarrero , Duque de Peñaranda , e irmã de Eugénie de Montijo , Imperatriz dos Franceses.
Durante a vida de seu pai, ele foi denominado Duque de Huéscar . Em 16 de setembro de 1860 ele sucedeu sua mãe em todos os seus títulos, exceto o Marquesado da Bañeza e o Visconde de Palacios de la Valduerna, e em 10 de julho de 1881 ele sucedeu a todos os títulos de seu pai, exceto o Ducado de Galisteo, que foi para sua irmã Maria de la Assunção Rosalia, 18ª Duquesa de Galisteo. Como resultado desta herança, o Duque de Alba foi doze vezes um Grande da primeira classe . Como herdeiro masculino de James FitzJames, 1º Duque de Berwick , ele também reivindicou o título inglês de Duque de Berwick e usou o título ao ficar com a Rainha Vitória no Castelo de Balmoral .
Casou-se com Maria del Rosario, 22ª Condessa de Siruela em 10 de dezembro de 1877 em Madrid. Ela era uma Grandee de primeira classe, e filha de Manuel Pascual Luis Carlós Felix Fortunato Falcó, Marquês de Almonazir por sua esposa Maria del Pilar, 3ª Duquesa de Fernan Nuñez. Sua esposa nasceu em Pau em 3 de outubro de 1854 e morreu em Paris em 27 de março de 1904.
Como seu pai, ele foi educado na Universidade de Salamanca e na escola militar de Paris. Foi Embaixador da Espanha em Bruxelas entre 1872 e 1878, e em São Petersburgo até 1885. Entre 1887 e 1894 foi Grão-Tesoureiro da Espanha e diplomata em Istambul. Em 1895, fundou o Real Club de la Puerta de Hierro junto com um grupo de nobres espanhóis ilustres e o rei Alfonso XIII de Espanha .

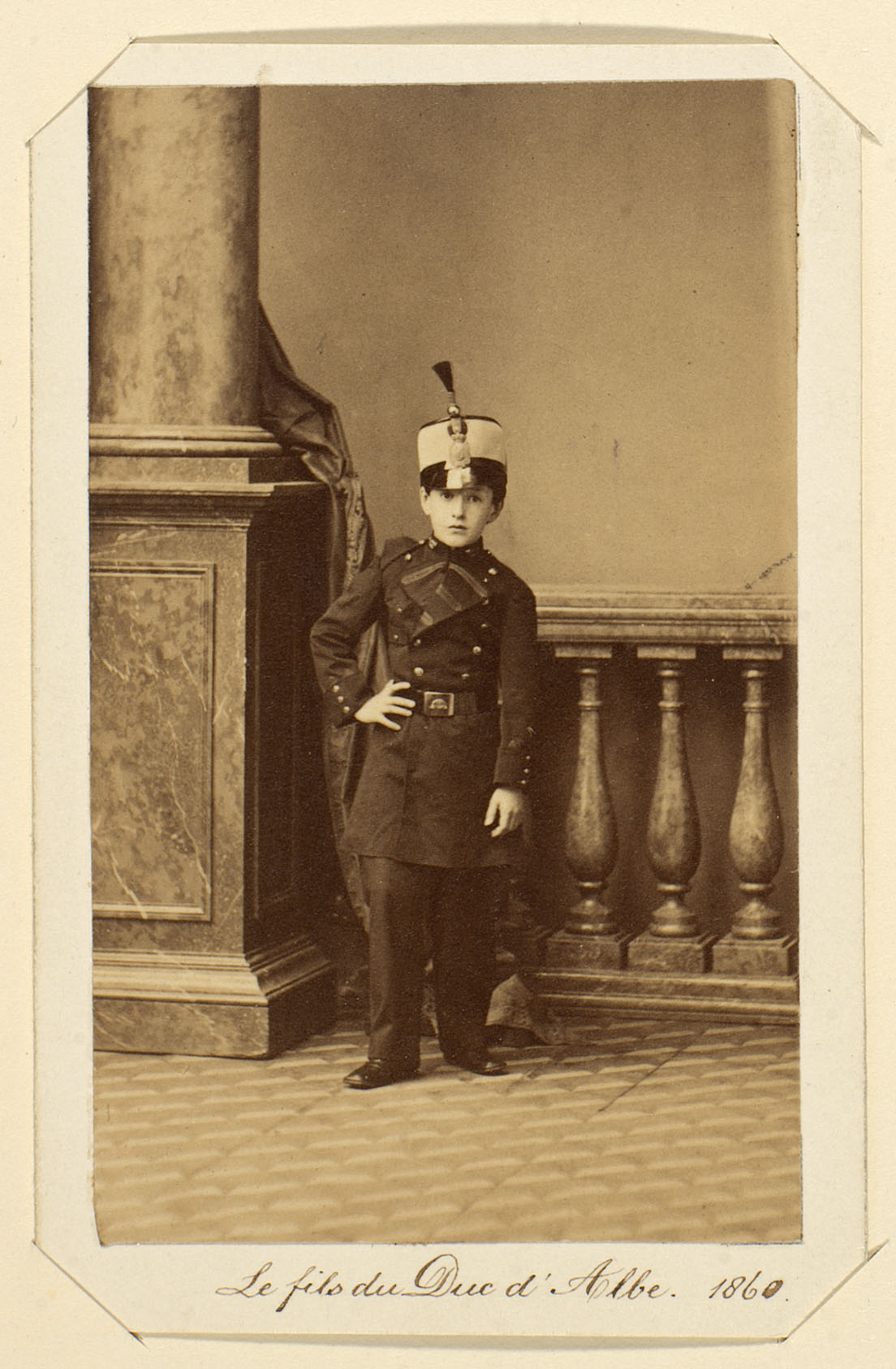
O 16º Duque de Alba com 11 anos em uniforme da Guerra da África, 1860

O Duque de Alba foi também Senador do Reino , Camareiro da Rainha Regente Cristina e Cavaleiro do Tosão de Ouro . Ele morreu de câncer como embaixador da Espanha nos EUA em Nova York, a bordo do iate de Sir Thomas Lipton , aos 51 anos.